# Дельта Геркулеса
Дельта Геркулеса (лат. δ Herculis), 65 Геркулеса (лат. 65 Herculis), HD 156164, Сарин — кратная звезда в созвездии Геркулеса на расстоянии приблизительно 76 световых лет (около 23,3 парсек) от Солнца. Возраст звезды определён как около 729 млн лет.

## Характеристики
Первый компонент (HD 156164A) — белая звезда спектрального класса A1IVn, или A1IV, или A1V, или A2, или A3IV. Видимая звёздная величина звезды — +3,105m. Масса — около 2,324 солнечных, радиус — около 2,385 солнечных, светимость — около 24,405 солнечных. Эффективная температура — около 8643 K.
Второй компонент (HD 156164B) — жёлтая звезда спектрального класса G4IV-V. Видимая звёздная величина звезды — +4,4m. Радиус — около 10,36 солнечных, светимость — около 50,97 солнечных. Эффективная температура — около 4791 K. Орбитальный период — около 875 суток (2,3956 года). Удалён на 0,1 угловой секунды (2,3 а.е.).
Третий компонент (GCRV 9949) — жёлтый карлик спектрального класса G4. Видимая звёздная величина звезды — +8,3m. Радиус — около 1,6 солнечного, светимость — около 2,628 солнечных. Эффективная температура — около 5807 K. Удалён на 8,9 угловых секунд.
Четвёртый компонент (TYC 2065-1436-1) — оранжевый гигант спектрального класса K. Видимая звёздная величина звезды — +10,45m. Радиус — около 23,56 солнечных, светимость — около 154,806 солнечных. Эффективная температура — около 4194 K. Удалён на 158,9 угловых секунд.
Пятый компонент (TYC 2065-1223-1) — оранжево-красный гигант спектрального класса M-K. Видимая звёздная величина звезды — +10,59m. Радиус — около 58,36 солнечных, светимость — около 593,321 солнечных. Эффективная температура — около 3729 K. Удалён на 190,9 угловых секунды.

## Планетная система
В 2019 году учёными, анализирующими данные проектов HIPPARCOS и Gaia, у звезды обнаружена планета.